# Lucumo
Lucumo (etruskiska formen okänd), var det latinska namnet på var och en av de tolv etruskiska stormän, som stod i spetsen för var sin av förbundsstaterna.